# Хирівський повіт (ОУН)
Хирівський повіт-існував в адміністративно-територіальному поділі ОУН, до нього входили також гірські села Старосамбірського та Турківського районів

## Історія
Хирівський повіт був військово-політичною територією ОУН-УПА. Точної інформації про існування Хирівського повіту немає, тому що мало відомостей,однак як говорять деякі джерела інформації він все ж таки існував.
Ніколи не співпадав із адміністративним поділом за німців чи більшовиків,в повіт входив також Хирівський район який був окремою адміністративною одиницею за більшовиків.
Окрім цього в Хирівський повіт також входили окремі села Старосамбірського та Турківського  районів